# Pančevo
Pančevo (srbsko Панчево, nemško Pantschowa, madžarsko Pancsova, romunsko Panciova) je mesto z več kot 70.000 prebivalci v Banatu v Srbiji, je središče istoimenske občine in obenem Južnobanatskega upravnega okraja. Leži 15 km severovzhodno od Beograda, tako da je vključeno v njegovo primestje oz. je njegovo satelitsko mesto.
Pančevo, ki leži v bližini izliva reke Tamiš v Donavo, ob meji srbske avtonomne pokrajine Vojvodine, ki poteka po njunem toku. Ima močno razvito industrijo. Mesto je obkroženo s tovarnami, kjer izdelujejo gnojila, stroje in letalske dele (Utva). V mestu je tudi rafinerija nafte.

## Demografija
V naselju je ob popisu 2002 živelo 62.516 polnoletnih prebivalcev, pri čemer je bila njihova povprečna starost 39,3 leta (38,0 pri moških in 40,5 pri ženskah). Naselje je imelo 27.890 gospodinjstev, pri čemer je bilo povprečno število članov na gospodinjstvo 2,75.
|  | 30516 | 34748 | 46679 | 61588 | 71009 | 72793 | 77087 | 76203 | 73401 |
|  | 1948  | 1953  | 1961  | 1971  | 1981  | 1991  | 2002  | 2011  | 2022  |

Glede na rezultate popisa iz leta 2002 živi v Pančevu 80 % Srbov.
| Etnična sestava po popisu iz leta 2002 | Etnična sestava po popisu iz leta 2002 | Etnična sestava po popisu iz leta 2002 | Etnična sestava po popisu iz leta 2002 | Etnična sestava po popisu iz leta 2002 |
| -------------------------------------- | -------------------------------------- | -------------------------------------- | -------------------------------------- | -------------------------------------- |
| Srbi                                   | Srbi                                   |                                        | 60.963                                 | 79,08%                                 |
| Madžari                                | Madžari                                |                                        | 3.279                                  | 4,25%                                  |
| Jugoslovani                            | Jugoslovani                            |                                        | 1.816                                  | 2,35%                                  |
| Slovaki                                | Slovaki                                |                                        | 1.407                                  | 1,82%                                  |
| Makedonci                              | Makedonci                              |                                        | 1.196                                  | 1,55%                                  |
| Romi                                   | Romi                                   |                                        | 946                                    | 1,22%                                  |
| Črnogorci                              | Črnogorci                              |                                        | 800                                    | 1,03%                                  |
| Romuni                                 | Romuni                                 |                                        | 746                                    | 0,96%                                  |
| Hrvati                                 | Hrvati                                 |                                        | 712                                    | 0,92%                                  |
| Muslimani                              | Muslimani                              |                                        | 254                                    | 0,32%                                  |
| Nemci                                  | Nemci                                  |                                        | 172                                    | 0,22%                                  |
| Bolgari                                | Bolgari                                |                                        | 168                                    | 0,21%                                  |
| Slovenci                               | Slovenci                               |                                        | 121                                    | 0,15%                                  |
| Rusi                                   | Rusi                                   |                                        | 48                                     | 0,06%                                  |
| Čehi                                   | Čehi                                   |                                        | 43                                     | 0,05%                                  |
| Albanci                                | Albanci                                |                                        | 42                                     | 0,05%                                  |
| Goranci                                | Goranci                                |                                        | 36                                     | 0,04%                                  |
| Bošnjaki                               | Bošnjaki                               |                                        | 35                                     | 0,04%                                  |
| Ukrajinci                              | Ukrajinci                              |                                        | 30                                     | 0,03%                                  |
| Rusini                                 | Rusini                                 |                                        | 29                                     | 0,03%                                  |
| Bunjevci                               | Bunjevci                               |                                        | 17                                     | 0,02%                                  |
| Vlahi                                  | Vlahi                                  |                                        | 6                                      | 0,00%                                  |
| Neznano                                | Neznano                                |                                        | 1.646                                  | 2,13%                                  |

## Galerija
- Narodni muzej v Pančevu
- Stavba Občine Pančevo
- Kavarna "Voz" (srb. Vlak)
- Center Pančeva
- Nabrežje Tamiša
- Hotel Tamiš
- Gimnazija "Uroš Predić"
- Nabrežje Tamiša
- Nabrežje Tamiša